# Université Nongo Conakry
Pour les articles homonymes, voir UNC.
Université Nongo Conakry (UNC) est une université privée d'Afrique de l'ouest située dans la ville de Conakry, la capitale de la république de Guinée. 

## Historique et Missions
Dotée de la personnalité morale et de l'autonomie financière, l'université Nongo Conakry a été créée en 2006 avec pour missions de :
- offrir un enseignement supérieur
- formation supérieure générale et professionnalisée ;
- promouvoir la recherche scientifique ;
- promouvoir les nouvelles Technologies de l'information et de la communications.

## Présidents
- Mamadou Cellou Souaré

## Bibliothèques et équipements culturels
La bibliothèque est au rez-de-chaussée en allant vers le terrain de basketball. Elle comprend une bibliothéque physique de 910 ouvrages répartie selon les programmes que dispose l'université et deux bibliothèques numériques:  
HARMATHEQUE avec 3000 ouvrages, 
la bibliothèque de l'Agence Universitaire de la Francophonie (AUF) avec 5.000.000 de ressources éducatives.   
L'Université Nongo Conakry possède également une salle de projection au cinquième étage du même bâtiment et accueille régulièrement des forums, conférences et expositions.

## Organisation et administration

### Admissions et cursus
Plusieurs étudiants y passent leurs diplômes et le nombre est stable malgré l'interdiction de l'Etat d'orienter dans les universités privées en 2016,,,.

### Anciens étudiants
Liste des icônes d’étudiant de l’Université Nongo Conakry

### Présidents
Liste des présidents de l’Université Nongo Conakry
| N° | Nom    | Prenom         | période          |
| -- | ------ | -------------- | ---------------- |
| 01 | Souaré | Mamadou Cellou | 2006 à nos jours |
|    |        |                |                  |
|    |        |                |                  |

## Organisation
L'Université Nongo Conakry est composée des facultés :
- Faculté des sciences économiques et de gestion
- Faculté des sciences juridiques, politiques et sociale
- Faculté des nouvelles technologies de l’information
- CISCO[7].

## Galerie

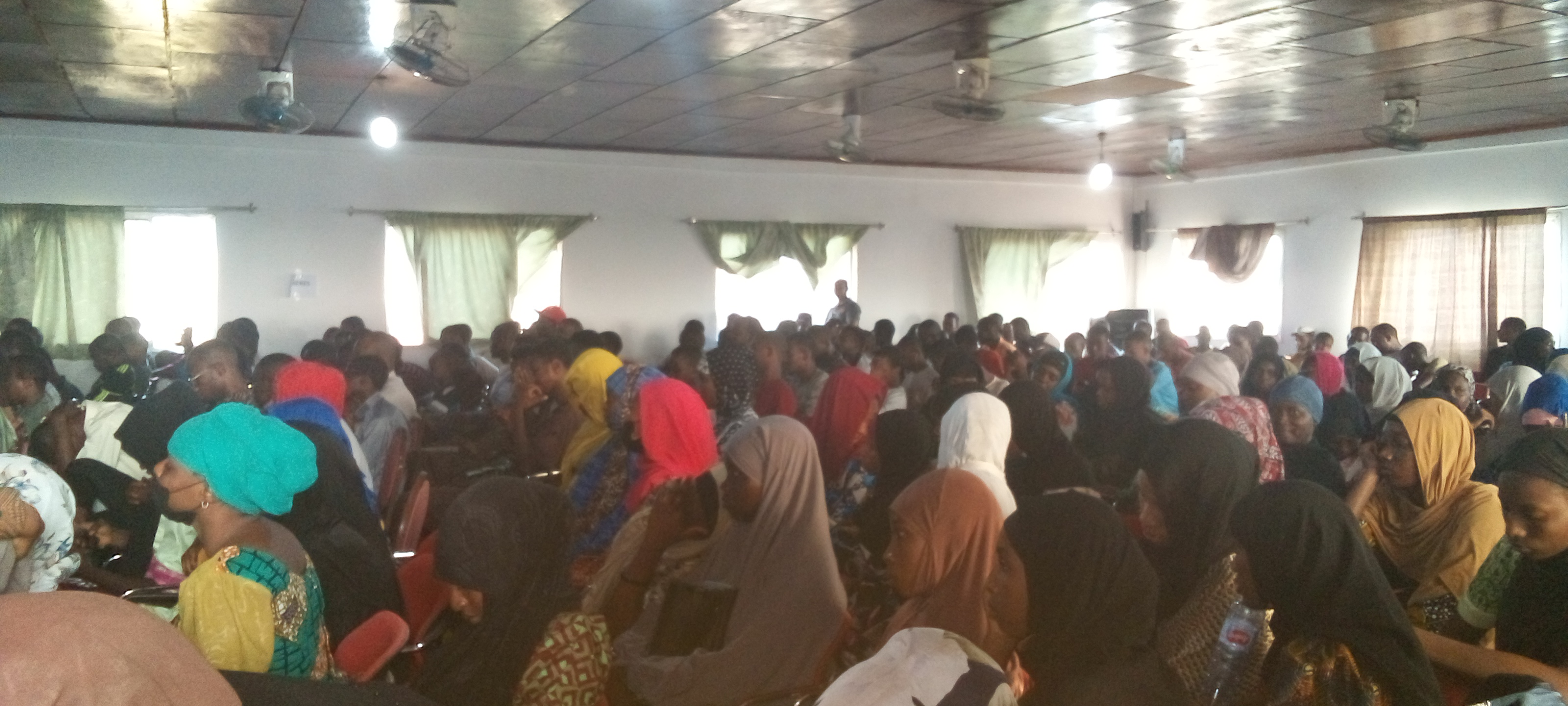
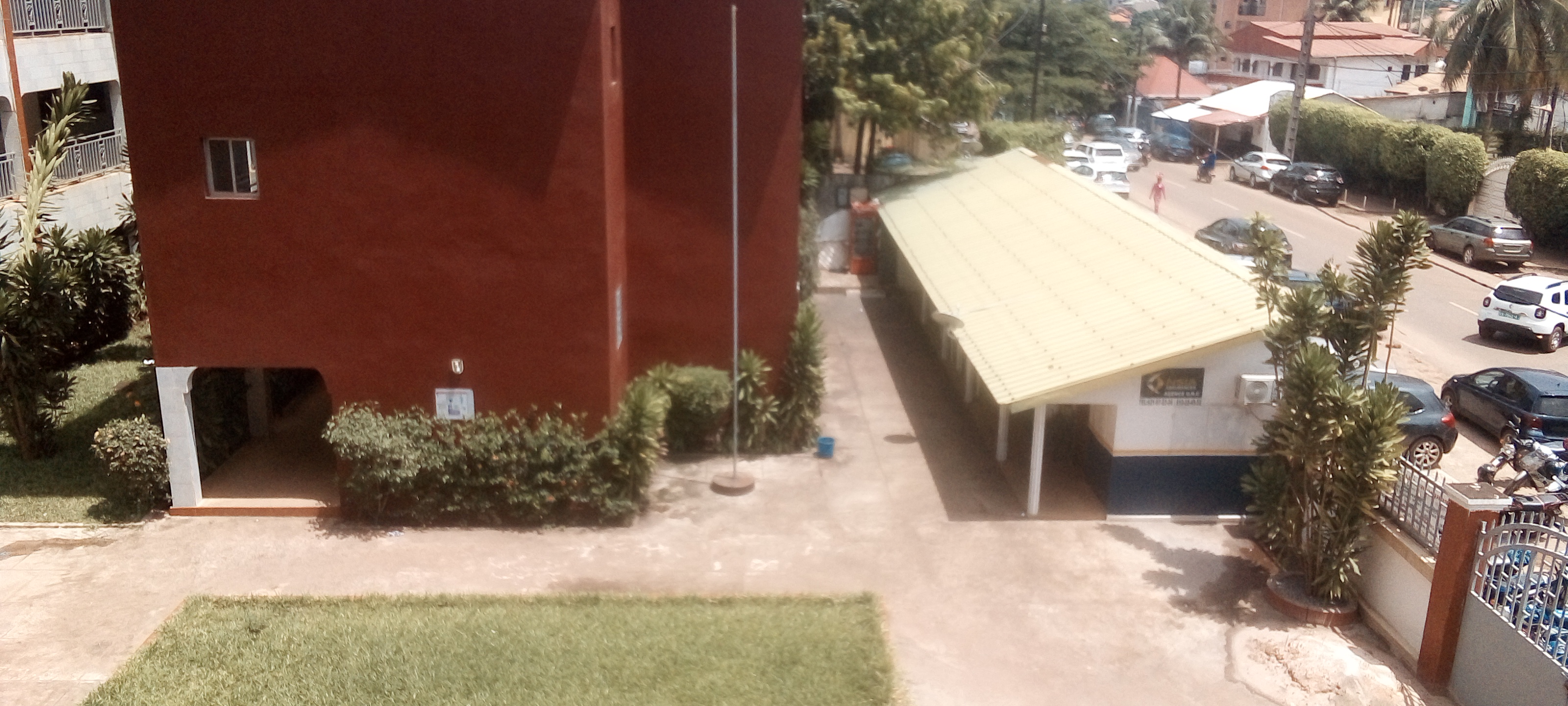